# Liu Haitao
Liu Haitao (* 12. August 1982) ist ein chinesischer Poolbillardspieler. Seine größten Erfolge waren bislang das Erreichen des Halbfinales bei der 8-Ball-WM 2012 und der vierte Platz bei den World Games 2013.

## Karriere

### Einzel
Bei der 8-Ball-WM 2008 erreichte Liu Haitao erstmals die Finalrunde einer Weltmeisterschaft. Dabei unterlag er in der Runde der letzten 32 dem Amerikaner Shane van Boening mit 3:10.
Im Oktober desselben Jahres gelang ihm sein erster größerer Erfolg. Nach Siegen unter anderem gegen Tyler Edey und den Deutschen Ralf Souquet, erreichte er das Viertelfinale der 10-Ball-Weltmeisterschaft. Dieses verlor er jedoch gegen den Philippiner Demosthenes Pulpul mit 8:11.
Bei den China Open kam er 2009 auf den 33. Platz, bei der 10-Ball-WM hingegen schied er sieglos in der Vorrunde aus.
2010 schied er bei der 9-Ball-WM in der Runde der letzten 64 gegen den Japaner Hayato Hijikata aus, und wurde Dritter bei den China Open.
Bei den Philippines Open im April 2011 wurde Liu Haitao ebenfalls Dritter. Einen Monat später belegte er bei der 10-Ball-WM den 33. Platz. Bei der WM im 9-Ball schied er erneut in der Runde der letzten 64 aus, gegen den Tschechen Roman Hybler. Kurz vor der 9-Ball-WM war Liu Fünfter bei den China Open geworden.
Im September 2011 erreichte er bei den Predator International Championship den dritten Platz. Zudem gewann er im Oktober den Haining Cup und wurde im November Fünfter bei den All Japan Open.
Im Februar 2012 erreichte Liu Haitao seinen bis dahin größten Erfolg. Nach Siegen, unter anderem gegen Vilmos Földes, Karol Skowerski und Ko Pin-yi, erreichte er das Halbfinale der 8-Ball-Weltmeisterschaft. Dieses verlor er jedoch gegen den Taiwaner Fu Che-wei mit 3:9.
Bei der 9-Ball-WM hingegen schied er im Sechzehntelfinale gegen den Griechen Nikos Ekonomopoulos aus. Bei den China Open 2012 kam Liu auf den 33. Platz, bei den US Open im 9-Ball auf den 25. Platz.
2013 belegte Liu den 33. Platz bei den China Open und den 25. Platz bei den US Open im 10-Ball. Bei den World Games 2013 wurde Liu Vierter. Nachdem er im Halbfinale gegen den Taiwaner Chang Jung-Lin, der anschließend die Silbermedaille gewann, mit 6:11 verloren hatte, unterlag er dem Philippiner Dennis Orcollo im Spiel um den dritten Platz mit 5:11.
Im September 2013 schied er bei der 9-Ball-WM mit nur einem Sieg in der Vorrunde aus.
Im Juni 2014 erreichte Liu bei den China Open den 17. Platz und schied bei der 9-Ball-WM, wie bereits im Vorjahr, mit nur einem Sieg in der Vorrunde aus. Bei den US Open 9-Ball 2014 belegte er den 25. Platz. Im Februar 2015 erreichte Liu das Halbfinale der Chinese 8-Ball World Championship und unterlag dort dem amtierenden Snooker-Weltmeister Mark Selby nur knapp mit 13:15. Wenige Wochen später erreichte er zum zweiten Mal das Viertelfinale der 10-Ball-WM. Im August 2015 schaffte Liu beim World Pool Masters nach Siegen gegen Karl Boyes und den amtierenden 9-Ball-Weltmeister Niels Feijen den Einzug ins Halbfinale und verlor dort gegen Shane van Boening, den späteren Sieger des Turniers. Im September 2015 erreichte Liu erstmals seit 2012 wieder die Finalrunde der 9-Ball-WM, in der er nach einem 11:10-Sieg gegen Imran Majid dem Griechen Alexander Kazakis im Sechzehntelfinale mit 9:11 unterlag. Bei den US Open 2015 wurde er Dritter.

### Mannschaft
Gemeinsam mit Li Hewen bildete Liu Haitao dreimal das chinesische Doppel beim World Cup of Pool.
Dabei erreichten sie 2012 das Viertelfinale, unterlagen jedoch den Amerikanern Shane van Boening und Rodney Morris mit 8:9. 2013 schieden sie in der ersten Runde gegen Ungarn (Balázs Mikó und Gábor Solymosi) aus. 2015 unterlagen sie in der ersten Runde den Rumänen Babken Melkonyan und Ioan Ladanyi.
Mit der chinesischen Nationalmannschaft nahm Liu bislang dreimal an der Team-Weltmeisterschaft teil. Dabei erreichte er 2010 das Viertelfinale, das jedoch gegen den späteren Weltmeister Großbritannien im shoot-out verloren wurde. 2012 folgte mit der ersten chinesischen Mannschaft erneut das Viertelfinal-Aus im shoot-out gegen Großbritannien.
Mit der zweiten chinesischen Mannschaft wurde er 2014 in Peking, durch einen 4:2-Finalsieg gegen die Philippinen Weltmeister.

## Erfolge
| Haining Cup:             | 2011 |
| Mannschafts-Weltmeister: | 2014 |